# قارقولوق سفلی
قارقولوق سفلی، روستایی است از توابع شهرستان پلدشت و  استان آذربایجان غربی ایران.
محصولات:گندم، جو، خیار،

## جمعیت
این روستا در دهستان زنگبار قرار داشته و بر اساس سرشماری سال ۱۳۸۵ جمعیت آن ۴۳۱نفر (۱۱۱ خانوار) 
بوده است.